# Ontvangershuis
Het Ontvangershuis is een van de oudste woonhuizen in de Nederlandse stad Assen.
Het huis aan de Brink in Assen was van oorsprong een van de gebouwen van het klooster Maria in Campis. Mogelijk was het in gebruik als priesterwoning. Het huis heeft een 15e-eeuws keldergewelf. Vanaf de 17e eeuw was het in gebruik bij de ontvangers-generaal van Drenthe.
Bij de stadsbrand van 1676 werd het gebouw grotendeels verwoest. Johan Sichterman gaf opdracht voor herbouw, waarna vermoedelijk in 1698 een nieuw gebouw werd opgeleverd. Vanaf de 18e eeuw woonden de ontvangers veelal elders in de provincie. Zij gebruikten het Ontvangershuis als kantoor en logeerhuis voor hooggeplaatste gasten als stadhouders. Petrus Hofstede liet het gebouw in 1809 opknappen voor het bezoek van koning Lodewijk Napoleon.
Niet veel later kwam het huis in particuliere handen. Gerrit Kniphorst woonde er vanaf 1822 met zijn gezin. In 1853 werd het huis door de gemeente Assen gekocht van de erven Kniphorst. Tot 1888 was er een meisjesschool gevestigd. Na een serie van particuliere eigenaren, waarbij het huis zelfs werd gesplitst, werd het in 1955 aangekocht door de provincie Drenthe. Tussen 1957 en 1959 werd het gerestaureerd, waarna het in gebruik werd genomen door het Drents Museum. In het huis zijn tegenwoordig diverse stijlkamers ingericht.

## Tuin
De 18e-eeuwse tuin werd ingericht door Lucas Pieters Roodbaard en bevat enkele beelden die van elders afkomstig zijn, waaronder een beeld van Amor en Venus dat voorheen behoorde tot de Righetti-beeldengroep. Het hek (1756) komt van havezate Laarwoud in Zuidlaren. Achter het huis staat het beeld van Bartje.